# Кис, Юрий Иванович
Юрий Иванович Кис (род. 7 апреля 1962 года) — советский пловец. Заслуженный мастер спорта СССР (1982).

## Карьера
Чемпион СССР (1980, 1983) на дистанции 100 метров брассом, серебряный призёр чемпионата СССР (1982) на дистанции 200 метров брассом.
На чемпионате Европы 1981 года победил на дистанции 100 метров брассом и в комбинированной эстафете 4х100 метров.
Серебряный призёр чемпионате мира 1982 года в комбинированной эстафете 4х100 метров.
На Универсиаде 1983 года в канадском Эдмонтоне был вторым на дистанции 100 метров брассом.
По окончании карьеры живёт и работает тренером по плаванию в Москве.